# رستیو
رستیو (به انگلیسی: Restio) سرده‌ای از گیاهان گلدار در تیره ریسمانیان که در سال ۱۷۷۲ تعریف شده‌است.
گونه‌های این سرده، بومی آفریقای جنوبی (استان‌های کیپ و کوازولو-ناتال) هستند.

## ویژگی‌ها
به‌طور مشترک با تعدادی از سرده‌های دیگر در ریسمانیان، به شکلی گسترده به عنوان گیاه زینتی باغ با شاخ و برگ‌های گره دار جذاب، کشت می‌شوند.
این گونه‌ها نسبتاً مقاوم به سرما هستند.

## گونه‌ها
بسیاری از گونه‌هایی که پیش‌تر در سرده رستیو قرار می‌گرفتند، اکنون در سرده‌های دیگر از جمله Aion ,Baloskion و Eurychorda طبقه‌بندی می‌شوند.

## مطالعه بیشتر
- Dorrat-Haaksma, Els; Linder, Hans Peter (2012). Restios of the Fynbos (2 ed.). Cape Town: Struik Nature.